# Élisabeth de Bourbon (1614–1664)
Élisabeth de Bourbon (august 1614 – 19 mai 1664) a fost nepoata regelui Henric al IV-lea al Franței. Ea este strămoașa Prințului Henri, Conte de Paris, pretendentul Orléanist la tronul Franței. De asemenea, este strămoașa regelui Juan Carlos I al Spaniei, a regelui Albert al II-lea al Belgiei, a lui Henric, Marele Duce de Luxembourg și a lui Vittorio Emanuele, Prinț de Neapole, pretendent la tronul italian.

## Biografie
Élisabeth s-a născut la Paris. Tatăl ei a fost César de Bourbon, duce de Vendôme, fiul recunoscut al regelui Henric al IV-lea al Franței și a metresei sale, Gabrielle d'Estrées. Mama ei a fost Françoise de Lorena (1592–1669), fiica și moștenitoarea lui Philippe Emmanuel, Duce de Mercœur, un rival al lui Henric al IV-lea. 
Numită Mademoiselle de Vendôme înainte de căsătorie, ea a fost cea mai mică din trei copii; a avut doi frați François de Bourbon, Duce de Beaufort și Louis de Bourbon, Duce de Vendôme a cărui soție Laura Mancini a fost nepoata Cardinalului Mazarin. Ei au fost părinții lui Louis Joseph de Bourbon. 
La 11 iulie 1643 la Louvre, Mademoiselle de Vendôme s-a căsătorit cu Charles Amadeus de Savoia, Duce de Nemours. Tânărul prinț era membru al Casei de Savoia și descendent direct al lui Filip al II-lea, Duce de Savoia la fel ca și Élisabeth. Ei au avut două fiice care s-au căsătorit cu moștenitorii tronurilor Savoia și Portugalia, și trei fii care au murit la scurt timp după naștere.
În 1652 Ducele de Nemours a fost ucis în duel de fratele ei François, Duce de Beaufort. Élisabeth însăși a murit la Paris. Ea a reușit să obțină venituri de pe teritoriile Nemours pentru cele două fiice ale sale, dar titlurile au fost moștenite de către alți membri ai familiei. Elisabeth a fost strămoașa atât a regelui Ludovic al XV-lea al Franței cât și a lui Victor Amadeus al II-lea al Sardiniei. De asemenea, este strămoașa regelui Juan Carlos I al Spaniei, a regelui Albert al II-lea al Belgiei, a lui Henric, Marele Duce de Luxembourg și a lui Vittorio Emanuele, Prinț de Neapole, pretendent la tronul italian.
1. ↑  IdRef, accesat în 2 mai 2020
2. ↑  Dictionary of Women Worldwide[*] Verificați valoarea |titlelink= (ajutor)